# همه چیز را کنار هم بگذاریم
همه چیز را کنار هم بگذاریم (به انگلیسی: Everything Put Together) یک فیلم درام آمریکایی محصول سال ۲۰۰۰ به کارگردانی مارک فورستر با بازی رادا میشل، مگان مولالی و لویی فره‌را است.

## داستان
یک زوج کالیفرنیایی که در انتظار یک فرزند هستند ناگهان دوستانشان با یک تراژدی بزرگی روبرو می‌شوند.